# The Harptones
The Harptones fue un grupo estadounidense de doo-wop, que se formó en Nueva York en 1953. Fueron incluidos en el Salón de la Fama de los Grupos Vocales en 2002.

## Historia
The Harptones se formaron en Manhattan (Nueva York) en 1953. La formación original incluía a Willie Winfield como voaclista líder, Billy Brown (bajo), Claudie "Nicky" Clark (primer tenor), William Dempsey (segundo tenor), William "Dicey" Galloway (barítono) y Raoul Cita como pianista y arreglista. Hicieron su debut discográfico con el sencillo "A Sunday Kind of Love", publicado en 1953. En 1955 William "Dicey" Galloway abandona la formación y es reemplazado, primero por Freddy Taylor y poco después por Bernard "Jimmy" Beckum. 
En 1956, grabaron algunas canciones para la película Rockin' the Blues: "Mambo Boogie", "Ou Wee Baby". Ese mismo año entra en la formación Billy Brown, que fallece en la primavera 1957 a consecuencia de una sobredosis de droga. Dicey Galloway abandonó la formación en octubre y fue reemplazado por Milton Love de The Solitares. Galloway murió el 18 de julio de 2017 en Houghs Neck, Quincy, Massachusetts, a los 84 años tras sufrir múltiples enfermedades.
El grupo nunca tuvo un sencillo en las listas de éxitos pop ni en la lista Billboard R&B, pero son conocidos tanto por su cantante Willie Winfield como por su pianista y arreglista, Raoul Cita. The Harptones grabaron fundamentalmente para Coed Records, entre otros sellos y pueden haber sido el primer grupo de doo-wop en tener un arreglista de tiempo completo entre sus miembros. Sus grabaciones más conocidas incluyen " A Sunday Kind of Love " (1953), "Why Should I Love You?" (1954), "Life is But a Dream" (1955), "The Shrine of St. Cecilia" (1956) y "What Will I Tell My Heart" (1961).
A principios de los años 70, se incorporan al grupo Marlowe Murray y Linda Champion, quedando como únicos miembros fundadores Willie Winfield y Raoul Cita. Con esta formación seguirían actuando durante las siguientes tres décadas. En 1990, la canción "Life is But a Dream" fue incluida en la banda sonora de la película GoodFellas. En 2000, Linda Champion se retira por problemas de salud. Marlowe Murray murió el 11 de diciembre de 2008, de cáncer, a la edad de 73 años Raoul J. Cita murió el 13 de diciembre de 2014 de cáncer de hígado y estómago, a la edad de 86 años Willie Winfield, el único miembro original que permanecía en el grupo, murió de un infarto el 27 de julio de 2021, a los 91 años.

## Discografía

### Álbumes
- 1982: Love Needs
- 2004: The Harptones and a Variety of Friends

### Recopilatorios
- 1957: Golden Recordings
- 1964: The Paragons Vs. The Harptones
- 1970: The Harptones
- 1971: The Harptones
- 1972: Echoes of a Rock Era
- 1988: On Sunday Afternoon: The Goldner Recordings 1956–57
- 1994: A Sunday Kind of Love
- 2000: Very Best of the Harptones: Life Is but a Dream
- 2000: The Complete Recordings
- 2001: The Legendary Group at Their Best
- 2003: Collector’s Gold Series
- 2005: That’s the Way It Goes
- 2012: Life Is but a Dream: The Ultimate Harptones 1953–1961 (2 CDs)

### Sencilos
- 1953: A Sunday Kind of Love
- 1954: My Memories of You
- 1954: Why Should I Love You?
- 1954: Life Is but a Dream
- 1954: I’ll Never Tell
- 1954: Since I Fell for You
- 1955: My Success (It All Depends on You)
- 1956: What Is Your Decision
- 1956: I Almost Lost My Mind
- 1956: The Masquerade Is Over
- 1956: Three Wishes
- 1957: The Shrine of St. Cecilia
- 1957: Cry Like I Cried
- 1959: Laughing on the Outside
- 1959: Hep Teenager
- 1960: What Kind of Fool (Do You Think I Am)
- 1960: Answer Me, My Love
- 1961: All in Your Mind
- 1961: Foolish Me / What Will I Tell My Heart
- 1961: Devil in Velvet
- 1982: Love Needs a Heart